# كوبا بيرو 2011
كوبا بيرو 2011 (بالإسبانية: Copa Perú 2011) هو الموسم 39 من كوبا بيرو ‏. فاز فيه Cusco FC ‏.